# Chiesa di San Domenico (Città di Castello)
La chiesa di San Domenico è un luogo di culto cattolico che si trova in Piazza San Giovanni in Campo a Città di Castello.

## Storia e descrizione
In un "campo", un'area libera dove si esercitavano gli arcieri tifernati fino dal XII secolo, sorse nel XV secolo la chiesa attuale dei domenicani, che erano già in città dal 1270 ma che solo verso la fine del Trecento riuscirono ad acquisire un luogo definitivo dove poter costruire una chiesa ed un convento adeguati. L'ordine in città aveva nel frattempo ottenuto prestigio e benevolenza così che, oltre al terreno, i frati poterono avere dalle autorità cittadine anche dei finanziamenti. I lavori iniziarono alla fine dell'anno 1400, nel 1424 la chiesa venne officiata per la prima volta dai frati, e nel 1426 venne consacrata.
Nel periodo rinascimentale la chiesa fu arricchita di importanti opere d'arte: conservava infatti il Martirio di san Sebastiano di Luca Signorelli, realizzato per la famiglia Brozzi nel 1498, trasferito nel 1912 nella Pinacoteca comunale, e la Crocifissione di Raffaello dipinta intorno al 1503 per Domenico Gavari, oggi alla National Gallery di Londra.
La chiesa ebbe in seguito diverse trasformazioni: tra Cinquecento e Seicento venne adeguata alle nuove esigenze controriformistiche con l'aggiunta di altari che andarono a coprire precedenti affreschi, ed in seguito ebbe aggiunte barocche, tutti elementi rimossi nei 'restauri' novecenteschi che anche qui cercarono il supposto aspetto originario dell'edificio. Gli altari lignei furono trasferiti in altre chiese e le pale d'altare soprattutto nella Pinacoteca.
La chiesa, benché costruita nel Quattrocento, mantiene lo stile gotico tipico delle chiese mendicanti. L'interno è a navata unica coperta a capriate e terminante in tre absidi e si presenta oggi piuttosto spoglio a causa della rimozione degli altari e delle loro pale. 
Nella navata rimangono alcuni affreschi quattrocenteschi: sulla parete destra è una grandiosa Crocifissione di Antonio di Guido da Ferrara, detto in passato Alberti. Dello stesso autore, sulla parete di fronte, probabilmente anche un Sant'Antonio Abate, del 1423 e una Natività.
Altri affreschi, con una Madonna col Bambino e con figure di Angeli con strumenti della Passione, sono cinquecenteschi ed attribuibili a Michele Tosini, forse in collaborazione con aiuti.
In fondo alla navata sono due simili altari lapidei centinati realizzati probabilmente tra fine Quattrocento e inizio Cinquecento, di cui non è documentata la bottega artefice ma che si evidenziano di alta qualità. In modo inusuale le colonne poggiano non sull’altare ma sul pavimento, suggerendo lo spazio di una vera e propria cappella. Posti uno di fronte all'altro, l'altare sul lato destro del maggiore, che riporta la data 1503, conteneva la Crociﬁssione dipinta da Raffaello per i Gavari, oggi alla National Gallery di Londra e sostituita da una discreta copia; quello di fronte, della famiglia Brozzi, di cui è documentata un'iscrizione con la data 1498, custodiva il Martirio di san Sebastiano di Luca Signorelli, oggi presso la locale Pinacoteca Civica e sostituito da una riproduzione fotografica.
In chiesa era anche una tavola con l'Annunciazione di Raffaellino del Colle, oggi nella locale Pinacoteca, datata 1560, che era corredata da una monumentale cornice con i nomi dei committenti, Antonio Libelli e la moglie Bianca Gestati, quest'ultima oggi nella chiesa di Santa Maria delle Grazie. In San Domenico era anche un altro altare, anch'esso intagliato e dorato e centinato, che recava la Pentecoste di Alessandro Forzori, anch’essa in Pinacoteca.
Nel presbiterio, in un'urna sotto l'altare maggiore è custodito il corpo della santa Margherita da Città di Castello, terziaria domenicana (1287-1320).